# Mala

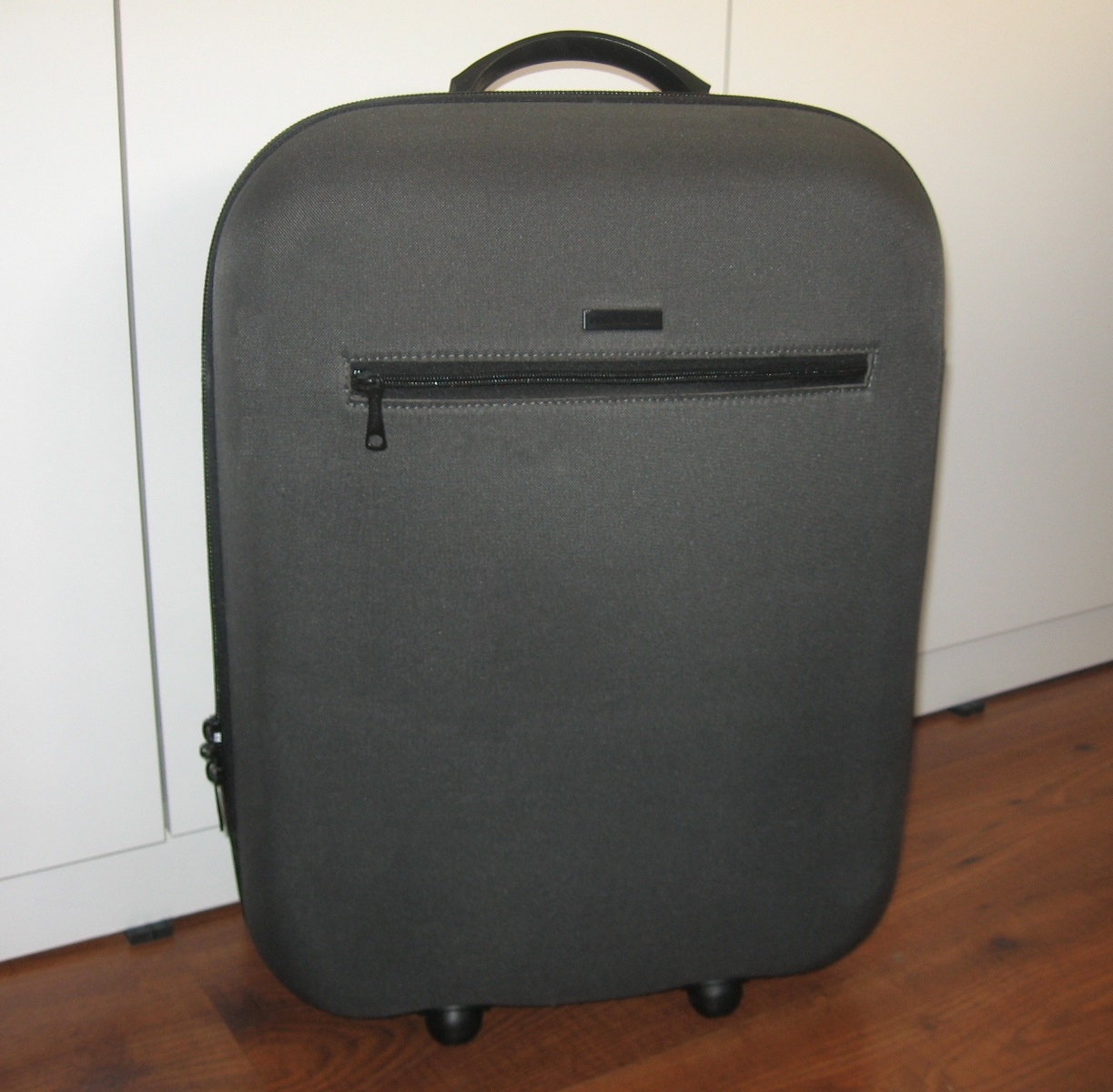
Uma mala típica

Uma mala (maleta, malote, valisa ou valise para versões menores) é um objeto habitualmente retangular com cantos arredondados, feita de materiais como plástico, vinil ou couro, entre outros. Traz uma alça em um dos lados, e é geralmente usada para carregar roupas ou outros objetos durante viagens.

## Variações

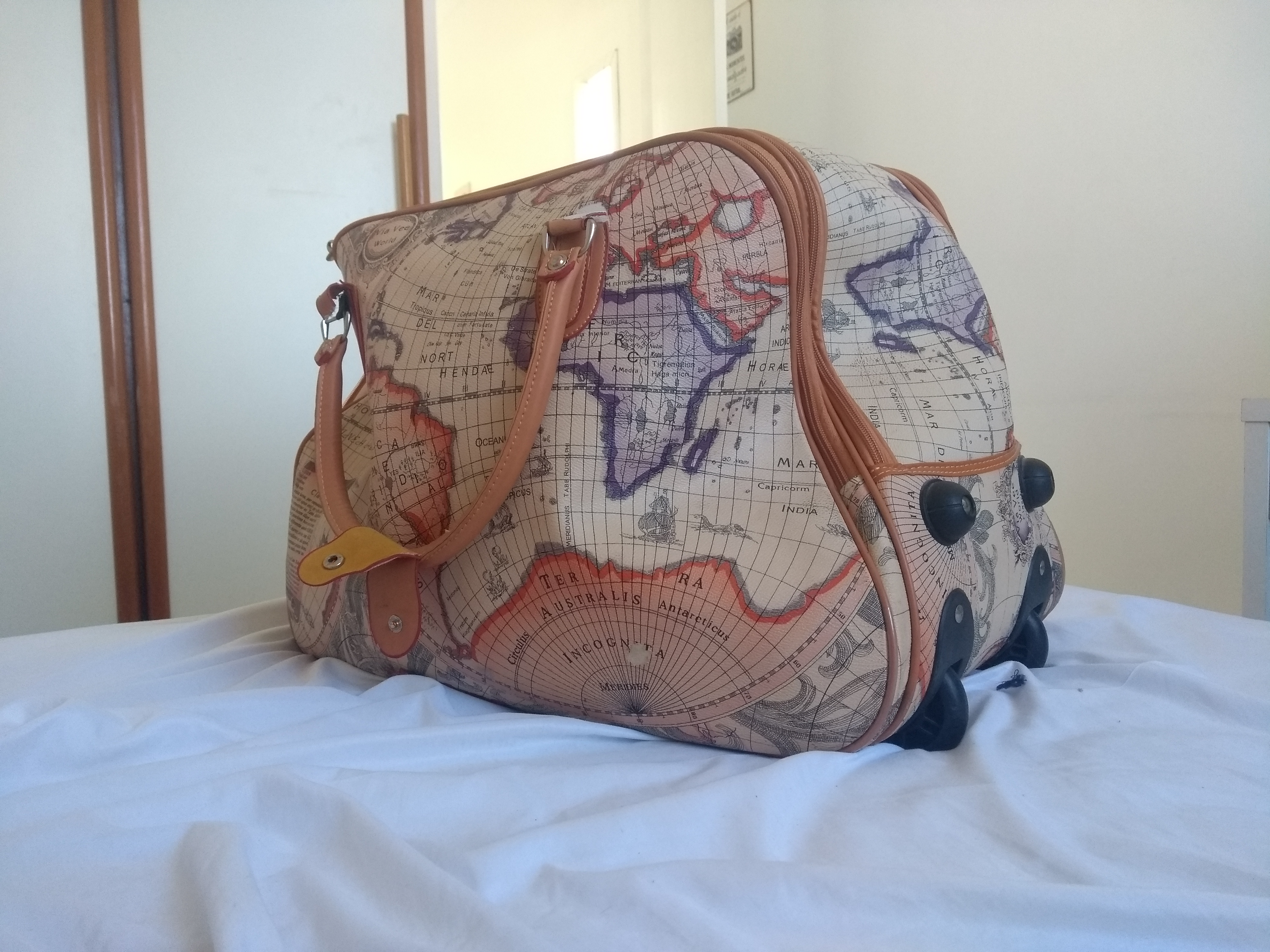
Mala de viagem estampada com os continentes do mundo

- As malas de viagem podem ser classificados em várias categorias de acordo com seu tamanho, tipo de rodas e o material de que são feitas.
- Dependendo do tamanho, as dimensões varian em uma ampla faixa, mas o mais comum para malas de viagem grandes são 76 centímetros de altura e 126L. Para pequenas ou também conhecido como malas de cabine as dimensões são 50 centímetros de altura e 40L.
- Dependendo do tipo de rodas podem ser duas rodas fixas ou 4 rodas que giram 360 graus
- E, finalmente, do tipo de material. Eles podem ser malas rígidas ou malas de viagem blandas.

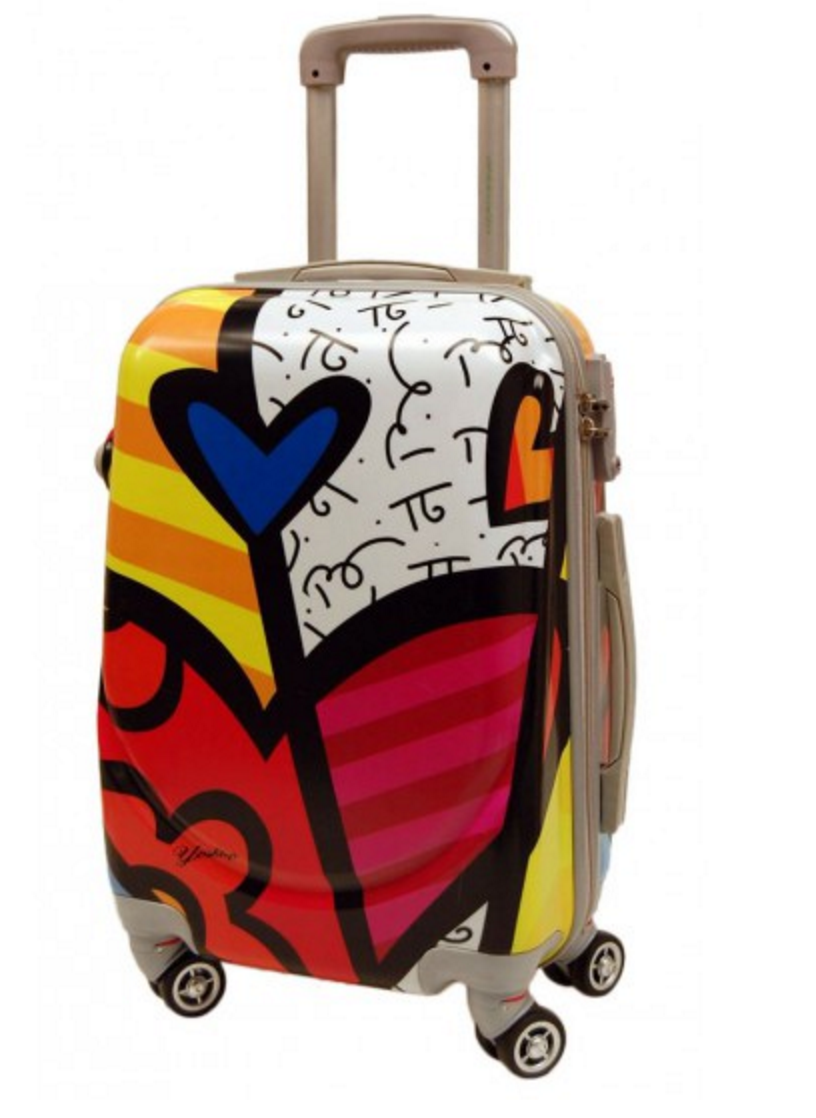
Mala de viagem rígida